# Scheich Said

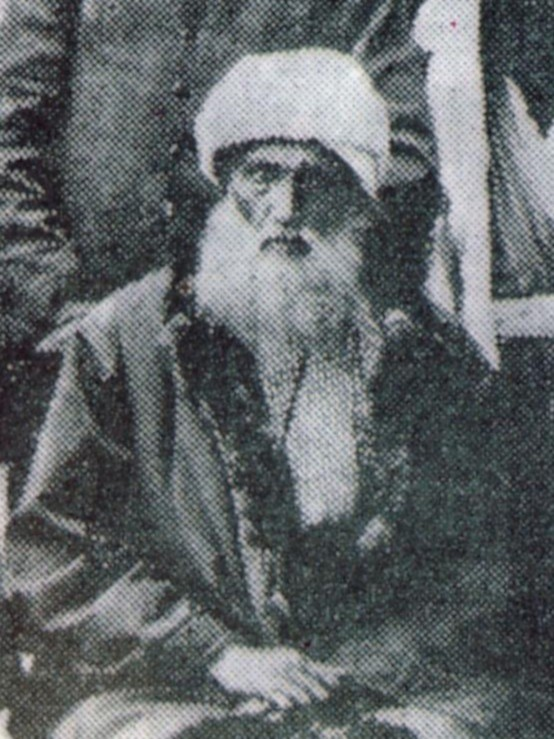
Scheich Said, 1925

Scheich Said (kurdisch شێخ سەعیدی پیران Şêx Seîdê Pîran; * 1865 in Hinis, Erzurum/Elazığ; † 29. Juni 1925 in Diyarbakır) war ein kurdisch-sunnitischer geistlicher Führer. Unter seiner Führung brach 1925 der Scheich-Said-Aufstand gegen die noch junge türkische Regierung um Mustafa Kemal (Atatürk) aus.

## Leben
Scheich Said war der Sohn von Scheich Mahmut Feyzi und dieser war der Sohn von Scheich Ahmet Efendi von Palu und wurde das ererbte Oberhaupt des Naqshbandi-Ordens, der in den kurdischen Gebieten außerordentlich mächtig war. Der Einfluss Scheich Saids war nicht nur groß, weil er das ererbte Oberhaupt bzw. Scheich eines einflussreichen religiösen Ordens war, sondern auch, weil er gleichzeitig Führer der Stämme in diesem Gebiet war. Er war ein vermögender Mann, der mit seinen Herden auch Städte wie Aleppo in Syrien belieferte. Er hatte mehrere Ehefrauen, von denen eine die ältere Schwester Cibranlı Halit Beys war.
Der Scheich-Said-Aufstand resultierte zum einen aus dem Widerstand gegen die neue säkulare türkische Republik, war also religiös motiviert. Andererseits spielte auch das kurdisch-nationale Element eine starke Rolle für den Aufstand. Vorbereitet wurde der Aufstand unter anderem von der kurdischen Organisation Azadi, welche nationalistisch geprägt war.
Nach Niederschlagung des Aufstands durch türkische Truppen wurde Scheich Said bei seiner Flucht Richtung Persien Ende April gefasst. Er und 47 weitere Mitstreiter wurden am 29. Juni 1925 öffentlich gehängt. Bis heute genießt Scheich Said unter fast allen Kurden sehr hohes Ansehen. Sein Enkel Abdülmelik Fırat war bis zu seinem Tod am 28. September 2009 Parteivorsitzender der kurdischen HAKPAR-Partei und setzte sich für eine Autonomie für die Kurden in der Türkei ein.